# 褒忠鄧麗君幼年故居
23°43′13″N 120°18′42″E / 23.720358°N 120.311601°E
褒忠鄧麗君幼年故居，是位於臺灣雲林縣褒忠鄉田洋村內的三合院，因歌星鄧麗君在1953年1月29日在此出生，而列雲林縣歷史建築。

## 緣由
坐落於雲林縣褒忠鄉田洋村的章家農宅，屬於典型的中臺灣農村三合院，屋簷低垂舖著灰瓦，房間僅開出小窗扉。鄧麗君父親鄧樞於1952年7月從大埤鄉遷至褒忠，向章笨寄居此宅。據當時二十出頭的新媳章張素霞回想，那時鄧樞駐守糖廠，因此結識她家人，就由公公免費提供此三合院小廂房讓鄧家住下來。翌年年初，鄧麗君即在右廂房誕生。
依褒忠戶政事務所所藏的出生登記申請書，鄧麗君在1953年1月29日出生於田洋村。章張素霞回憶當天，鄧樞就自己拿剪刀女兒為剪臍帶，而她幫忙燒開水。鄧麗君兄長表示，父親在妹妹出生之時特別在房間裡加裝了一個大電燈泡，把昏暗房間照得燈火通明，讓他們度過難忘的一天。當時十歲的鄧長安描述母親與妹妹睡內側竹床、自己三兄弟睡另張床，章張素霞會邀他們一起圍爐吃肉。鄧家在鄧麗君出生該年6月舉家遷往台東，此後鄧麗君不曾再回來田洋村。

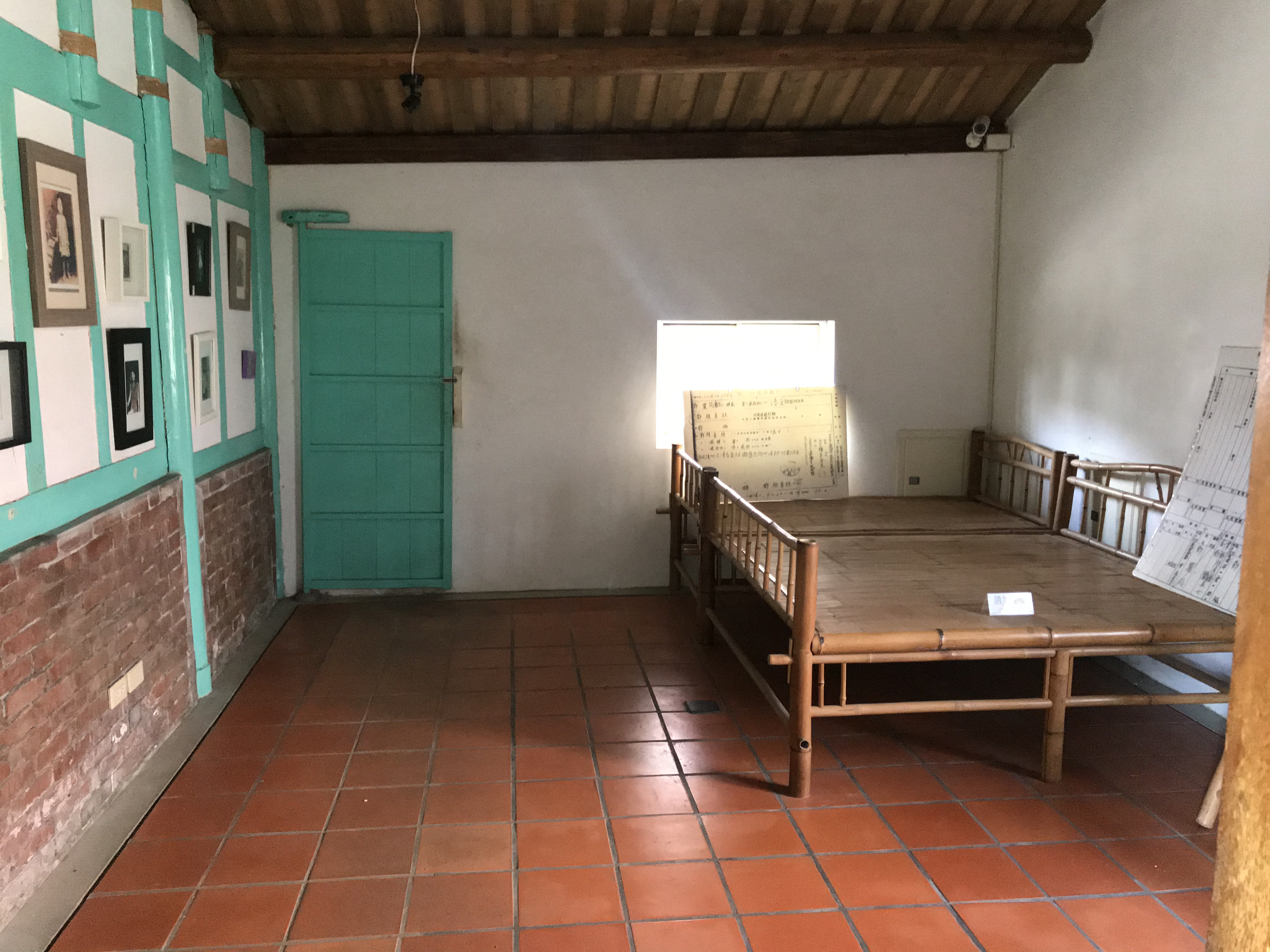
鄧麗君誕生房間

## 紀念
鄧麗君病故八年後，2003年，由大埤鄉長陳樹吉透過戶政單位找到了鄧麗君的出生登記資料。章笨的弟弟章修說，由於鄧麗君小時候就隨父親調動而離開，所以對她的印象不是很深刻，直到記者來訪，才知道這鄧麗君就是那個女孩。2004年9月14日，雲林縣文化局邀鄧麗君大哥鄧長安、老房東的家人章修，在此宅招開記者會。
2008年6月4日，縣議員謝翠蓮建議雲林縣政府可比照馬英九奮鬥館模式，將鄧麗君出生處作紀念館。之後，縣議員周秀月要求縣府爭取設置鄧麗君文物紀念館，以利吸引陸客來訪。一位來自北海道旭川市椿村姓男子，定期5月8日前夕到此拜訪，並會贈禮物給章張素霞作感謝。
鄧麗君歌迷李堃玄，有感於褒忠是鄧麗君的出生地，於2009年成立雲林褒忠鄧麗君文化協會，在此地成立文化園區。2010年4月，縣府文化處將該宅公告為歷史建築，並向文建會爭取1400萬元委由鄉公所興建停車場等設施。2011年1月29日鄧麗君冥誕，此宅動工整修。次年9月8日開放時，由已八十二歲的章張素霞細說從前。